# Marianne von Martínez
Marianne von Martínez, född 4 maj 1744, död 13 december 1812, var en sångare, pianist och kompositör. Hon döptes till Anna Catherina, men valde att använda namnet Marianna och är känd som Marianne. 

## Biografi
Marianne var dotter till Nicolo Martines, som var son till en spansk soldat i tjänst i Neapel och tjänstgjorde vid den påvlige ambassadören i Wien som Maestro di Camera, major domus; hans söner, Mariannes bröder, blev år 1774 adlade. 
Från 1734 till 1782 levde hovpoeten Metastasio, som var faderns vän, hos familjen; även kompositörerna Nicola Porpora och Joseph Haydn levde i familjens hus. Metastasio undervisade barnen Martinez, och då han upptäckte Mariannes talang lät han henne undervisas i musik av Haydn och i sång av Porpora. Hon lärde även komposition av Johann Adolph Hasse och det kejserliga hovets kompositör Giuseppe Bonno. Hon talade tyska, italienska och troligen franska och engelska och fick en högre utbildning än vad personer av hennes kön brukade få under denna tid. Marianne von Martinez uppträdde redan som barn inför det kejserliga hovet, där hon spelade musik och sjöng och väckte uppseende för sin talang, och även som vuxen ombads hon ofta uppträda inför hovet av kejsarinnan Maria Teresia av Österrike. 
Hon författade solosånger, kantater och oratorier och ska ha uppfört dem själv. De är skrivna enligt klassisk italiensk stil. Hennes cembalospel har jämförts med Carl Philipp Emanuel Bachs, och det har föreslagits att Mozart komponerade sin mässa K. 139 (1768) efter hennes mässa No. 1 i D major. Hennes tredje mässa spelades i Michaelerkirche 1761, och hennes fjärde mässa avslutades 1765. Martinez var berömd i det dåtida Europa och invaldes 1773 i den filharmoniska akademin i Bologna. År 1782 uppfördes hennes oratorium "Isacco figura del redentore" av Wiener Tonkünstlersozietät. 
Martinez och hennes syster gifte sig aldrig utan skötte Metastasio till hans död 1782: hon ärvde förutom 20.000 floriner hans cembalo och musikaliska bibliotek. Hon höll tillsammans med systern soaréer i hemmet varje vecka där Haydn och Michael Kelly ofta var gäster och Mozart komponerade sonater för att kunna uppträda med henne. Martinez var en erkänd och aktiv musiker men hennes kön gjorde det omöjligt för henne att söka någon formell position eller anställning.